# Markus Persson
Markus Alexej Persson, även känd som Notch, född 1 juni 1979 i Farsta församling i Stockholm, är en svensk datorspelsutvecklare och grundare av Mojang AB. Han är, tillsammans med Jakob Porsér, skapare av äventyrsspelet Minecraft från 2009.

## Biografi
Markus Persson växte upp i Edsbyn i Hälsingland, där hans syster föddes 1980, och i Rönninge i Stockholms län. Han är son till Birger Persson och Ritva, ogift Rantala. Hans far var svensk och hans mor finsk.
Han började programmera på en Commodore 128 när han var sju år. Efter att ha experimenterat med olika "type-in" program producerade han sitt första spel vid åtta års ålder, ett textbaserat äventyrsspel. Han arbetade professionellt som spelutvecklare för King Digital Entertainment i över fyra år till 2009. Efter detta arbetade han som programmerare för Jalbum. Han är också en av grundarna av MMORPG:et Wurm Online,, men arbetar inte längre på spelet. Utöver sitt arbete, har han gjort många spel i tävlingssyfte för Java 4K Game Programming Contest, såsom "Left 4K Dead" och "Mega 4K Man". Han har också flera gånger medverkat med spel i tävlingen Ludum Dare. Mojang AB såldes 2014 till Microsoft för 2,5 miljarder dollar.
Persson var under ett par år en av världens mest kända svenskar och figurerade på framsidan av Forbes och listades 2013 av Time Magazine som en av världens 100 mest inflytelserika personer.
Den amerikanska ekonomitidskriften Forbes rankade Persson till att vara världens 1 509:e rikaste med en förmögenhet på 1,8 miljarder amerikanska dollar för den 5 november 2020.

## Spel

### Minecraft
Perssons populäraste skapelse är det överlevnadsinriktade sandlådespelet Minecraft. Redan när spelet lanserades i ett tidigt alfastadium blev det väldigt populärt på Internet. Persson lämnade sitt jobb som spelutvecklare för att arbeta med Minecraft på heltid, för att uppdatera och förbättra spelet. Tidigt 2011 sålde Mojang AB sitt miljonte exemplar av spelet och Persson har efterhand anställt fler medarbetare.  Minecraft och Mojang såldes efter sommaren 2014 till Microsoft för 2,5 miljarder dollar.

### Caller's Bane (Scrolls)
Persson och Jakob Porsér kom på idén till Scrolls som påminner om brädspel och samlarkortspel. Persson nämnde att han inte aktivt kommer delta i utvecklingen av spelet, utan att detta kommer skötas av Porsér. Persson avslöjade på sin Tumblr-blogg den 5 augusti 2011 att han stämdes av en svenskt advokatbyrå som företräder Bethesda Softworks över varumärkesnamnet Scrolls och hävdade att det stred mot deras The Elder Scrolls-serien av spel. Den 17 augusti 2011 utmanade Persson Bethesda till en Quake 3-turnering för att avgöra resultatet av namntvisten. Den 27 september 2011 bekräftade Persson att rättegången skulle gå till domstol. ZeniMax Media, ägare av Bethesda Softworks, meddelade rättegångsförlikningen i mars 2012. Uppgörelsen gjorde det möjligt för Mojang att fortsätta använda varumärket Scrolls.
Scrolls släpptes senare gratis under namnet Caller's Bane.

### 0x10c
Markus Persson förklarade under våren 2012 att han avsåg att lansera ett rymdspel med namnet 0x10c som utspelade sig i ett döende universum år 281,474,976,712,644  Varje rollperson skulle förses med en processor som styr ett skepp i spelet och det var sedan upp till spelarna att utveckla program för processorn. Processorn heter U-16 och det första som gjordes efter att spelidén lanserats var att släppa en specifikation på DCPU-16. Utvecklingen av spelet kom senare att läggas ner.

### Ludum Dare
Persson har även deltagit i flera Ludum Dare, 48 timmars spelutvecklings-tävlingar.
- Breaking the Tower var ett spel Persson skapade för den 12:e upplagan av Ludum Daretävlingen.[26] Spelet äger rum på en liten ö, där spelaren måste samla tillgångar, bygga byggnader och träna soldater för att kunna förstöra ett stort torn på ön. Spelet väckte viss uppmärksamhet i spelmedia.[27][28]
- Metagun är ett 2D plattformsspel utvecklat för Ludum Dare No 18.[29]
- Prelude of the Chambered är ett kort first-person dungeon crawler-spel som Persson utvecklade för Ludum Dare No 21.
- Minicraft var utvecklat för Ludum Dare No 22, den 16–19 december 2011.[30] Ett litet top-down spel, liknande Zelda och inspirerat av Minecraft.

## Privatliv
Markus Persson äger ett hus i Beverly Hills, men tillbringar mest tid i sin bostad i Stockholm. Han gifte sig med Elin Persson den 13 augusti 2011, men paret skilde sig 2012. Han är medlem av svenska Mensa och gör electronicamusik under namnet "Markus Alexei".
Persson har kritiserat stora spelföretags ställning till piratkopiering och är medlem i Piratpartiet.
Persson har också deltagit i en dokumentärfilm om honom och Mojang AB gjord av 2PlayerProductions sedan tidigt 2011. Perssons Twitter-konto har väckt stor uppmärksamhet sedan 2017 då han började skriva inlägg som vissa anser vara homofobiska och transfobiska. Den 28 augusti 2020 raderade han sitt konto.